# Ruggiero Leoncavallo
Ruggiero Leoncavallo (født 23. april 1857, død 9. august 1919) var en italiensk komponist.

## Liv og værk
Han vandt verdensberømmelse med sin opera Pagliacci (Bajadser) fra 1892.
Han havde også en vis succes med sin La Bohème, der dog ikke kunne klare sig over for Giacomo Puccinis opera over samme emne. 
I foråret 1892 mødtes Puccini og Leoncavallo i den lille schweiziske landsby Vacallo. Leoncavallo tilbød Puccini en tekst, som han havde skrevet efter Henri Murgers roman Scènes de la Vie de Bohème. Puccini afslog tilbuddet, men har formodentlig været lidt mistænksom ved tilbuddet, der måske skyldtes, at Leoncavallo ikke anså teksten for særlig værdifuld og ikke selv havde lyst til at komponere den.
Året efter mødtes de to ved et selskab, hvor Puccini fortalte Leoncavallo, at han var i gang med at komponere en opera over Murgers roman. Leoncavallo blev rasende, for han var selv i gang med at komponere en opera over samme roman. 
Puccinis udgave blev en stor succes, mens Leoncavallos var dødsdømt på forhånd og knap er spillet siden. Han skrev også operetter og sange, hvoraf La Mattinata er blevet populær.